# NGC 6642
NGC 6642 је збијено звездано јато у сазвежђу Стрелац које се налази на NGC листи објеката дубоког неба.
Деклинација објекта је - 23° 28' 33" а ректасцензија 18h 31m 54,3s. Привидна величина (магнитуда) објекта NGC 6642 износи 8,9. NGC 6642 је још познат и под ознакама GCL 97, ESO 522-SC32.